# Nove pravljice za upokojence in otroke
Nove pravljice za upokojence in otroke je četrti studijski album slovenskega glasbenega izvajalca Andreja Šifrerja, izdan leta 1983 pri ZKP RTV Ljubljana. Je njegov zadnji album pred sedemletnim premorom (naslednji album, Hiti počasi, je Šifrer izdal šele leta 1990).
Pesem »Ostani z nami« je priredba doo-wop uspešnice iz leta 1960 »Stay«, ki so jo izvajali Maurice Williams and the Zodiacs.

## Seznam pesmi
Vse pesmi je napisal Andrej Šifrer, razen kjer je to navedeno.
| Stran A | Stran A                            | Stran A |
| Št.     | Naslov                             | Dolžina |
| ------- | ---------------------------------- | ------- |
| 1.      | „Ostani z nami‟ (Maurice Williams) | 3:54    |
| 2.      | „Gozdni Joža‟                      | 3:21    |
| 3.      | „Deseti brat‟                      | 3:35    |
| 4.      | „Upor besed‟                       | 3:00    |
| 5.      | „Nove pravljice‟                   | 4:35    |

| Stran B | Stran B                       | Stran B |
| Št.     | Naslov                        | Dolžina |
| ------- | ----------------------------- | ------- |
| 6.      | „Penzionisti‟                 | 3:28    |
| 7.      | „Kdo komu več pomeni‟         | 3:23    |
| 8.      | „Žene (ne jezite se na mene)‟ | 4:28    |
| 9.      | „Razpis‟                      | 2:25    |
| 10.     | „Živel je mož‟                | 3:04    |
| 11.     | „Fronček‟ (ljudska)           | 1:34    |

## Zasedba
- Andrej Šifrer — vokal
- Martin Davis — bas kitara
- Mitch Dalton — kitara, bendžo, tamburica
- Charly Morgan — bobni
- Jack Emblow — harmonika
- Jona Lewie — harmonika
- Karel Fialka — ploskanje
- Jože Trobec-Vučko — oblikovanje
- Ivo Umek — urednik
- Jure Robežnik — glavni urednik
- Dean Klevatt — producent, klaviature
- Lene Lovich — jodlanje
- Brad Davis — tonski mojster